# Raymond de Saint-Gilles
Pour les articles homonymes, voir Raymond.
Raymond IV (ou VI) de Toulouse, mieux connu sous le nom de Raymond de Saint-Gilles (né en 1041 ou 1042 et mort en 1105 à Tripoli), est un comte de Saint-Gilles (1060-1105), duc de Narbonne, marquis de Gothie, comte de Rouergue (1065-1105), marquis de Provence (vers 1085-1105), comte de Toulouse (1094-1105) et comte de Tripoli (de 1102 à 1105, sous le nom de Raymond Ier).

## Biographie

### Comte de Saint-Gilles
Raymond est le second fils de Pons, comte de Toulouse, et d'Almodis de la Marche. Sa date de naissance est incertaine, en 1041 ou 1042. À la mort de son père, son frère aîné Guillaume IV hérite de l’ensemble des biens paternels. Raymond devant se contenter du comté de Saint-Gilles, qui se résume à une moitié de l'évêché de Nîmes, du château de Tarascon, de la terre d'Argence et de la moitié de l'abbaye de Saint-Gilles.
Implanté à proximité de la Provence, il épouse vers 1060 une princesse provençale qui serait soit une fille du comte Bertrand Ier de Provence, soit une fille du comte Geoffroi Ier de Provence. À cette époque, le comté de Provence est tenu en indivision par les descendants du marquis Guillaume Ier de Provence et de son frère.
En 1065 sa cousine Berthe, comtesse de Rouergue décède, et Raymond s'empare de ses biens et titres aux dépens du veuf, Robert II d'Auvergne. Seul ce comté de Rouergue lui apporte une puissance territoriale, les autres titres de Narbonne et de Gothie étant uniquement des titres apportant une suzeraineté plutôt théorique sur le Languedoc. Raymond de Saint-Gilles donne alors l'abbaye Sainte-Marie-et-Saint-Michel de Goudargues à l'abbaye de Cluny.
Mais en 1074, il refuse de répondre à l’appel du pape Grégoire VII pour lutter contre les Normands du sud de l'Italie, Le pape, se souvenant du mariage consanguin de Raymond, l’excommunie à deux reprises, en 1076 et en 1078. Ces excommunications sont levées en 1080, à la mort de la première épouse de Raymond. À cette période, il prend le parti de l'archevêque d'Arles Aicard contre le comte de Provence et le pape. Il devient comte indivis de Provence vers 1085, à la mort de son oncle Bertrand, et prend le titre de marquis de Provence en 1093, à la mort de son cousin le marquis Bertrand II de Provence.
En 1087 il se rend en Espagne et participe à la Reconquista contre les musulmans. Son frère Guillaume est particulièrement peu ambitieux, et dès 1088, Raymond use des titres de « duc de Narbonne, marquis de Gothie et comte de Toulouse ». Lorsque son frère meurt en 1093 ou 1094 au cours d'un pèlerinage à Jérusalem, Raymond évince sa nièce Philippe de Toulouse de la succession aux comtés de Toulouse, d'Albi, de l'Agenais et du Quercy, de façon peu claire, le principe de loi salique ne s'appliquant pas en Languedoc. Une prétendue « loi salique toulousaine », excluant les filles de la succession, ne repose en effet que sur une seule charte, qui ne concerne que Moissac (et non l'ensemble du comté). Datée de 1063, cette charte comporte de plus des passages interpolés. Il épouse peu après Elvire de Castille, qui lui apporte en dot une fortune importante. À cette occasion il veut réattribuer l'abbaye Sainte-Marie-et-Saint-Michel de Goudargues à 1095, à l'abbaye de la Chaise-Dieu mais les moines fondateurs et propriétaires de l'abbaye d'Aniane portent l'affaire devant le pape Pascal II qui confirme leurs droits, malgré l'appel au pape Calixte II de la Chaise-Dieu en 1119.
Raymond est donc à présent maître d'un vaste domaine. La création de son grand comté de Toulouse s'est bâtie sur quatre principes : relations cordiales avec l'Église, héritage, mariage et en dernier recours appel à la force.

### Première croisade

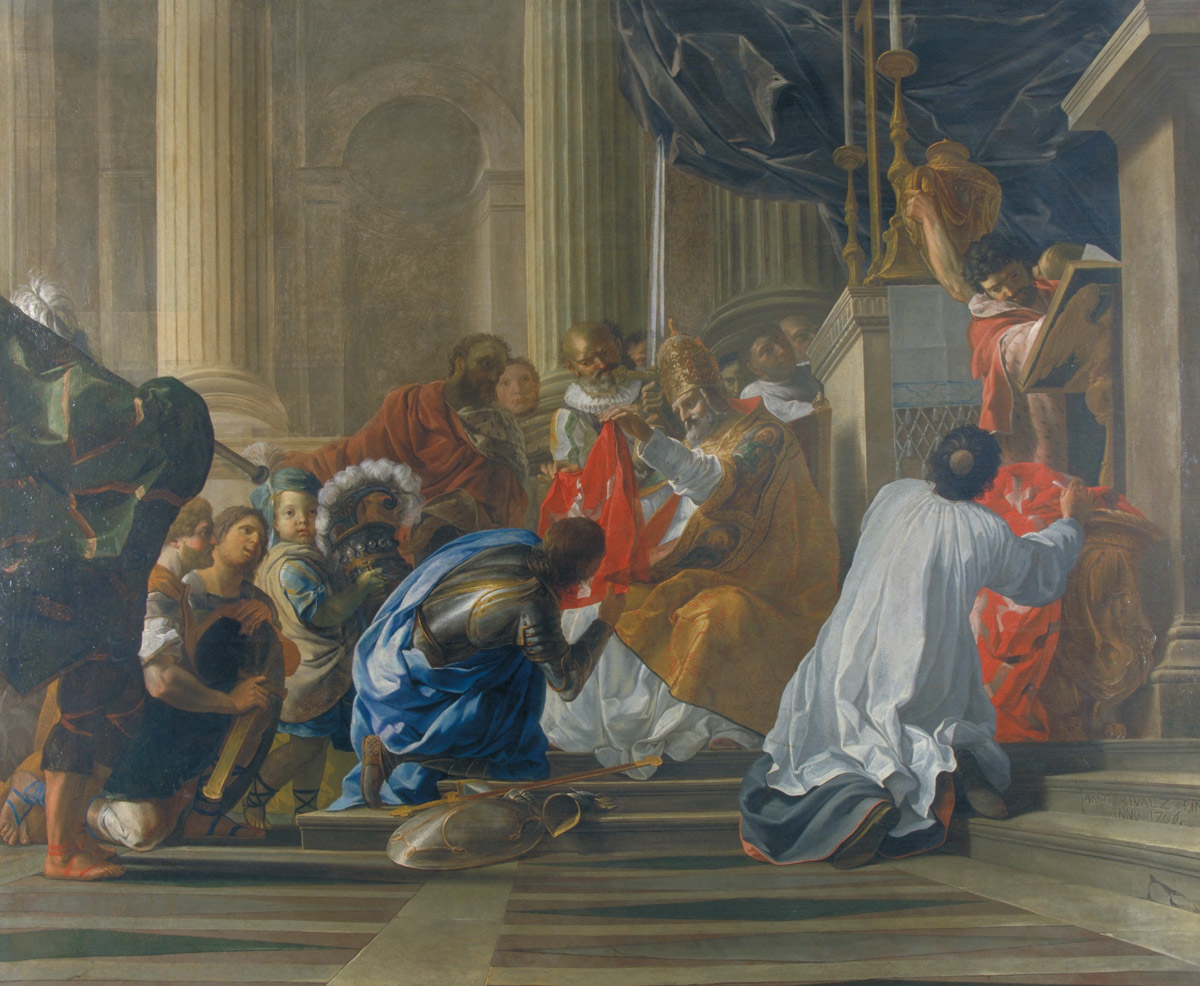
Antoine Rivalz, Raymond de Saint Gilles prenant la croix, 1706 (Toulouse, musée des Augustins).

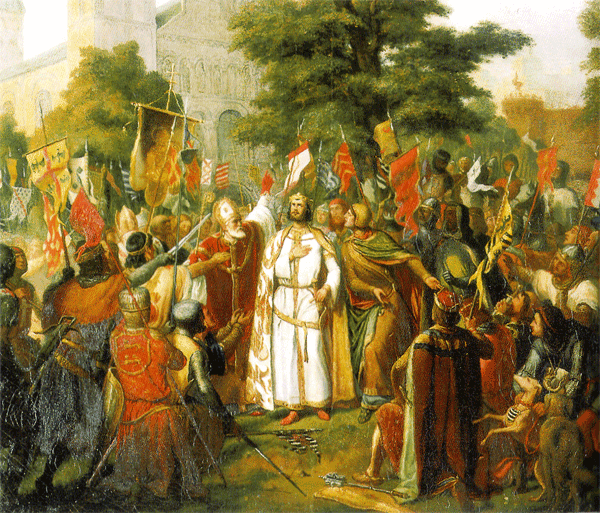
Raymond de Saint-Gilles, Adhémar de Monteil et les Provençaux.

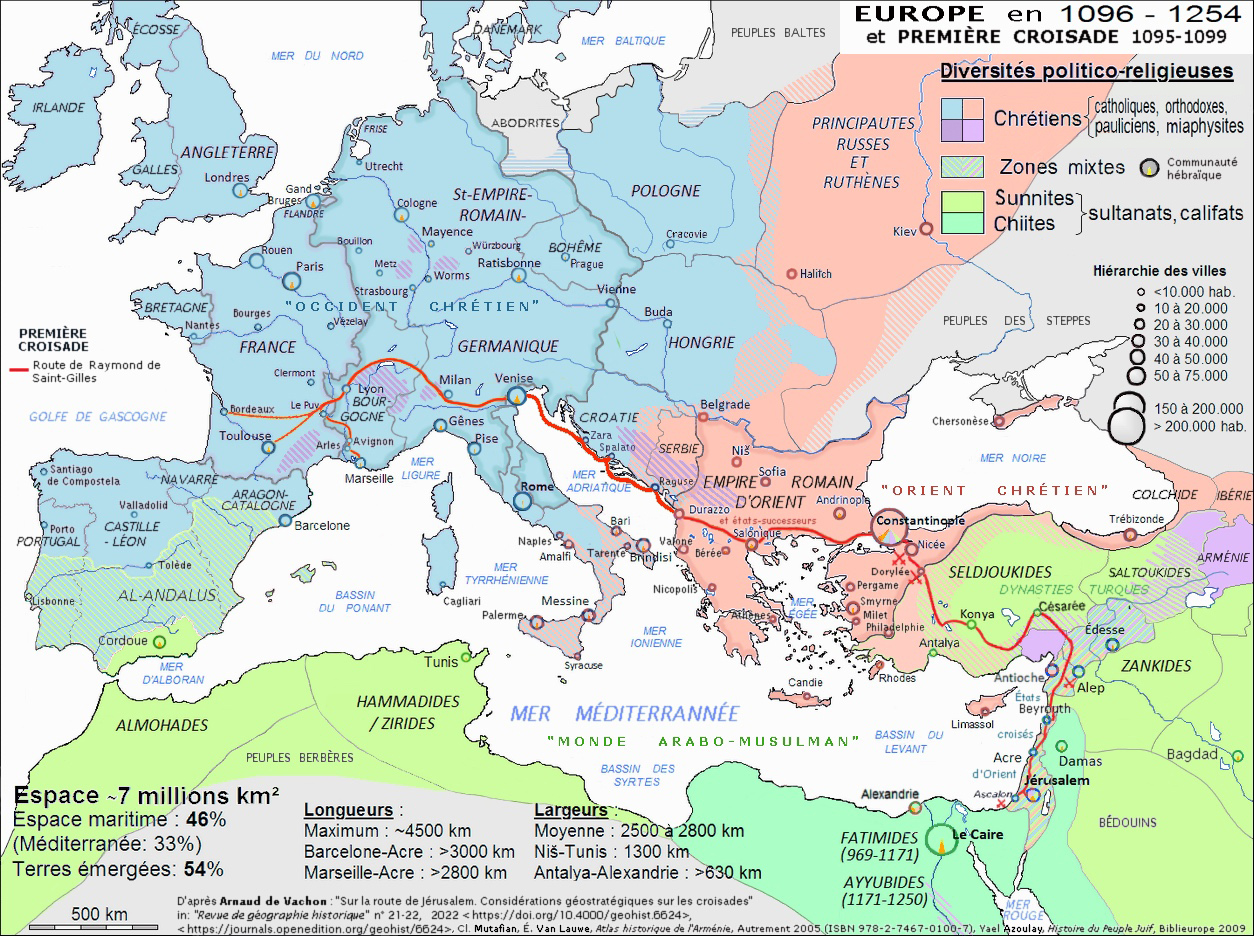
Route de Raymond de Saint-Gilles.

En novembre 1095, le pape Urbain II profite du concile de Clermont pour lancer un appel à toute la noblesse d’Occident afin de combattre les Turcs qui menacent l'Empire byzantin, et de reconquérir les Lieux saints. Raymond de Saint-Gilles est l’un des premiers princes à y répondre. Les raisons qui incitent ce seigneur à abandonner la principauté qu’il a mis tant de temps et d’énergie à constituer pour partir à l’aventure en Terre sainte ne sont pas vraiment connues. La foi l’a évidemment motivé, mais Raymond est trop fin politique pour que l’on puisse admettre cette seule motivation.
Sage administrateur, il se prépare à la croisade en réunissant une importante fortune, sans aliéner ses possessions. Une bonne partie de cette fortune vient de la dot d’Elvire de Castille, qui l’accompagne en Terre sainte. Pour l’augmenter, il ordonne la dévaluation du denier de Toulouse, et met en gage quelques terres annexes. Ainsi, une partie du Rouergue est donnée aux vicomtes de Rodez. Cette fortune, qu’il reconstitue au fur et à mesure des pillages, lui permet de payer son armée, et même de financer les autres chefs, quand ceux-ci se retrouvent à court d’argent. Il est ainsi le plus riche des croisés, ce qui lui permet, mais sans succès, de proposer en janvier 1099 aux autres princes croisés de les prendre à sa solde pour commander la croisade : 10 000 sous d'or à Godefroy de Bouillon et Robert de Normandie, 6 000 à Robert de Flandre, 5 000 à Tancrède de Hauteville.
Il commande l'une des quatre armées de la première croisade, celle des « Provençaux » (regroupant les chevaliers de Bourgogne, d'Auvergne, de Gascogne, de Languedoc et de Provence), qui gagne Constantinople par voie terrestre. Une hypothèse en fait le chef militaire de la croisade nommé par le pape, à côté du légat Adhémar de Monteil, chef spirituel et théoriquement politique. Mais cette version ne fait pas l’unanimité parmi les historiens car il se comporte toujours en égal des autres chefs et non comme leur supérieur.
Arrivé à Constantinople, Raymond est le seul à refuser le serment d’allégeance qu’exige l’empereur Alexis Comnène, se contentant de promettre de protéger l’empereur et de ne pas lutter contre ses intérêts. Durant la bataille de Dorylée en 1097, il perce le front turc et permet la victoire des croisés. Après la prise d’Antioche, il s’oppose à ce que Bohémond de Tarente en devienne le prince, puis voyant que les autres chefs de la croisade s’attardent dans la ville, organise une mise en scène pour relancer l’armée croisée vers Jérusalem : il se joint aux pèlerins non combattants, pieds nus et portant une robe de pèlerin, et part avec eux devant les soldats croisés. Ceux-ci se décident alors à marcher vers Jérusalem, entraînant derrière eux les chefs croisés. Prudent, Raymond longe la côte, tout en organisant des expéditions de razzias pour ravitailler les troupes.
Jérusalem est prise en juillet 1099. Les barons se réunissent pour choisir le seigneur qui en aura la garde et élisent Godefroy de Bouillon au détriment de Raymond IV. Le comte de Toulouse participe à la bataille d'Ascalon en août 1099, puis aide les Byzantins à défendre Laodicée contre Bohémond de Tarente. Il se rend à Constantinople en mai 1100. En mars 1101, il prend la tête d'une croisade de secours composée de Lombards, mais ne réussit pas à les convaincre de suivre la côte. Les Lombards prennent Ancyre, mais se font massacrer le 5 août 1101 par les Turcs. Avec quelques chevaliers, Saint-Gilles parvient à s'échapper vers la mer Noire et à rejoindre Constantinople.

### Conquête de Tortose

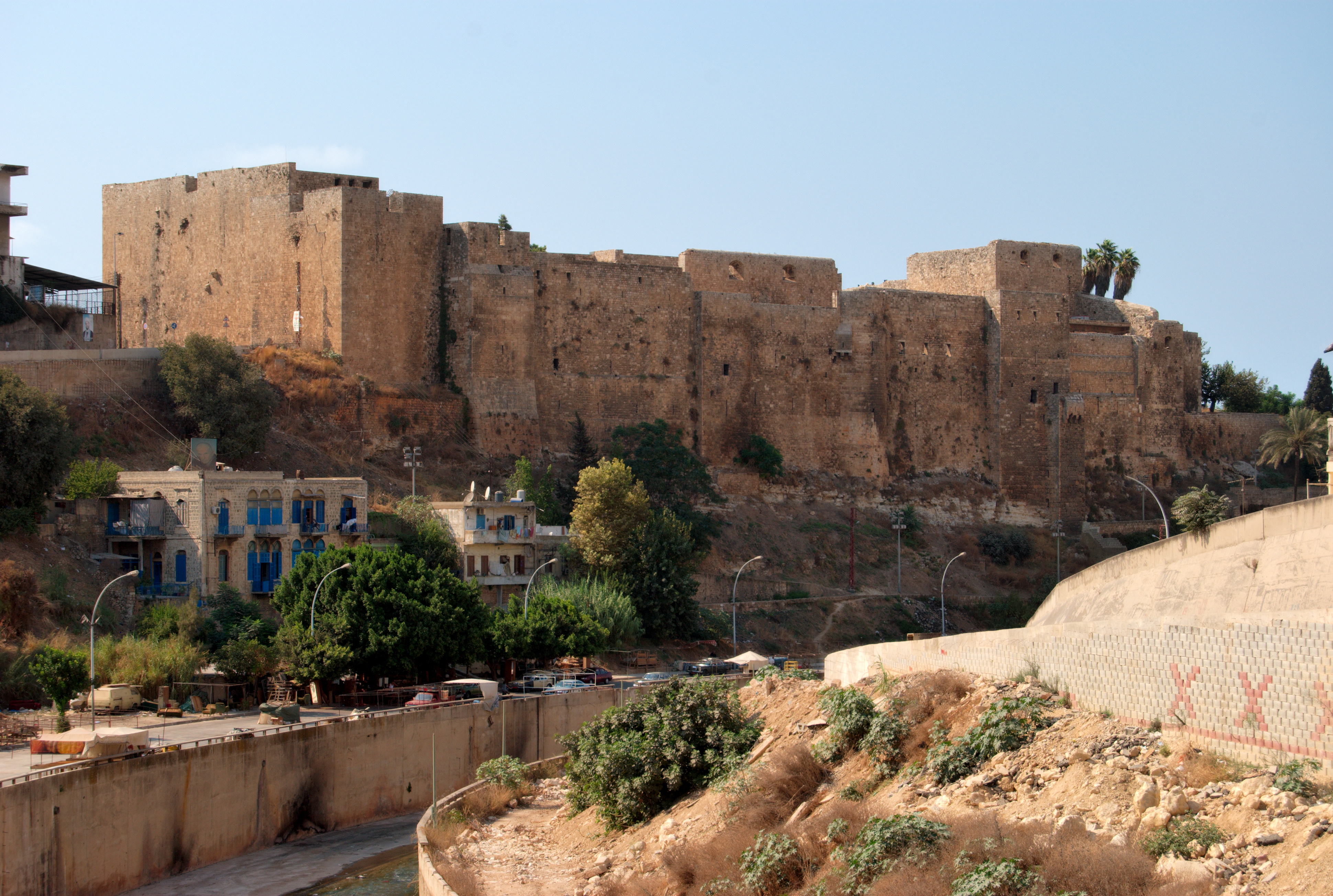
Citadelle de Raymond IV de Toulouse à Mont-Pèlerin (Liban).

Raymond se consacre ensuite à se tailler un fief en Orient, et décide de conquérir l'émirat de Tripoli. Il commence par deux points forts, Tortose, qu'il prend le 21 avril 1102 et Gibelet qu'il prend 28 avril 1104. En 1103, il fait construire une forteresse au Mont-Pèlerin, où Elvire accouche d’un fils, prénommé Alphonse en l’honneur de son grand-père maternel, et surnommé Jourdain car baptisé dans le fleuve de même nom.
Tout en maintenant le siège sur Tripoli, Raymond aide le roi Baudouin Ier de Jérusalem à prendre Saint-Jean-d'Acre. Il reprend ensuite le siège de Tripoli, mais il est gravement blessé d'une flèche au début du mois de janvier 1105. Retiré au Mont-Pèlerin, il fait rédiger son testament, que signe Bertrand des Porcellets, gentilhomme provençal. Il lègue le comté de Tripoli à son fils aîné Bertrand, plus en âge de le défendre, et ses possessions françaises à son cadet Alphonse-Jourdain, trop jeune pour ce territoire insoumis ; il estime que dans le comté de Toulouse, le jeune héritier aura l'appui des conseillers de son père.

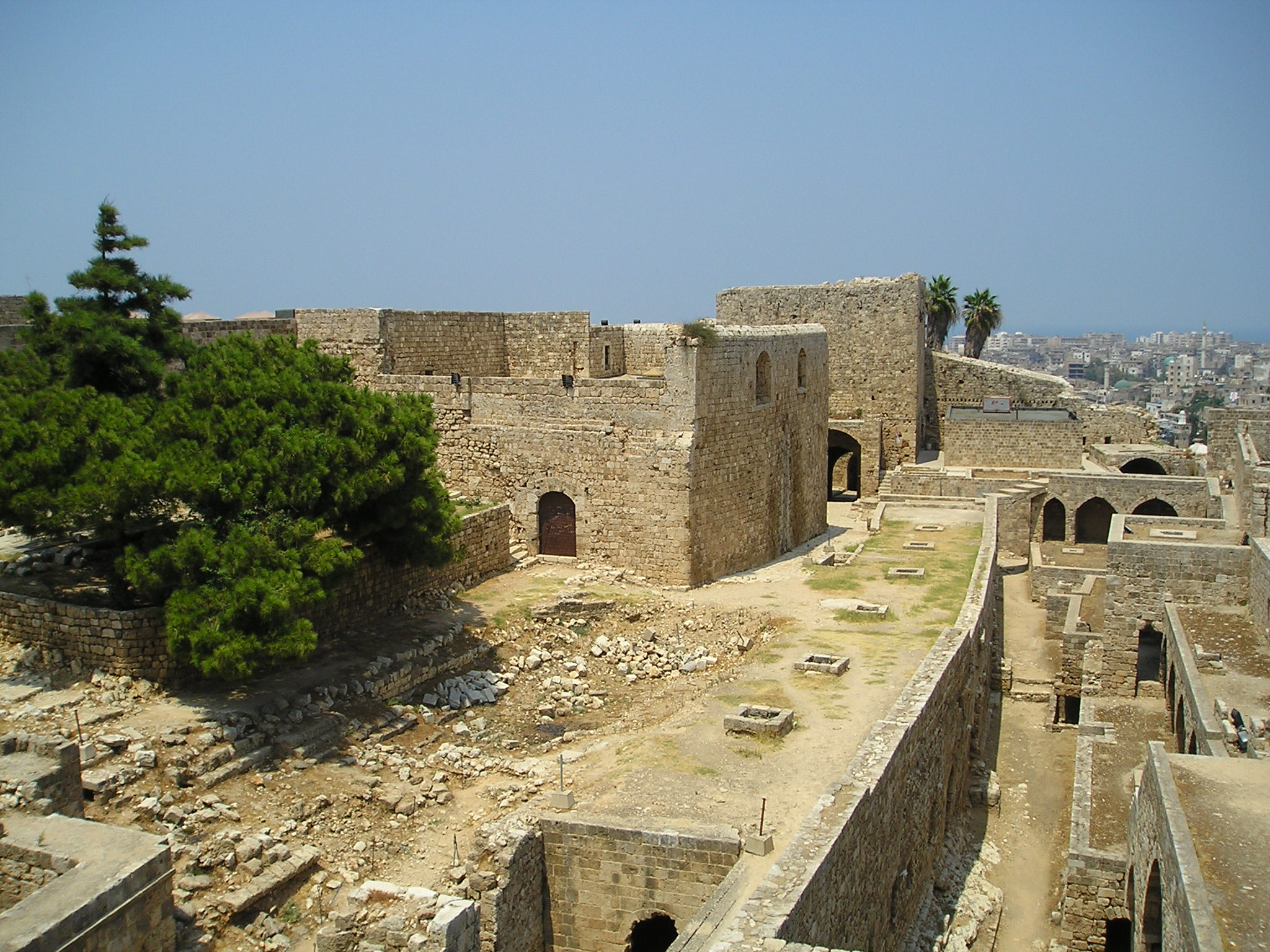
Intérieur de la citadelle.

Il meurt dans son château de Mont-Pèlerin à Tripoli au Liban peut-être des suites de sa blessure, le 28 février 1105.

## Mariages et enfants
Il épouse en premières noces vers 1066 la fille d'un comte de Provence, qui peut être soit Bertrand Ier de Provence, soit Geoffroi Ier de Provence. De ce mariage est né :
- Bertrand (c.1065 † 1112), comte de Toulouse, d'Albi, d'Agen, de Rouergue et du Quercy, marquis de Gothie, duc de Narbonne et comte de Tripoli.

Probablement veuf, il se remarie avec Mathilde de Hauteville († av. 1094) fille de Roger Ier, comte de Sicile, et de Judith d'Évreux.
Il se marie ensuite pour la troisième fois en 1094 avec Elvire de Castille, fille d'Alphonse VI, roi de Castille et de Léon, et de sa maîtresse Jimena Munoz. Elle donna naissance à :
- Alphonse Jourdain (1103 † 1148), comte de Toulouse.

## Monnayage de Saint-Gilles
Raymond de Saint-Gilles a créé le monnayage de Saint-Gilles, la moneta egidiensis, dont la plus ancienne mention se trouve dans une charte datée du 18 février 1096 (12 des calendes de mars 1095). En 1095, Bertrand de Toulouse ne reçoit pas de son père le comté de Saint-Gilles. Alphonse Jourdain naît en Palestine en 1103 et reçoit probablement le comté de Saint-Gilles, mais à la mort de son père, en 1105, il ne peut pas s'opposer à son frère qui saisit le comté. Bertrand se rend un peu plus tard en Terre sainte pour prendre possession du comté de Tripoli. À sa mort, Alphonse Jourdain devient comte de Toulouse entre 1112 et 1148. Alphonse Jourdain va émettre des pièces de monnaie à Saint-Gilles comme on le voit avec la marque ANFOS COMES. La moneta egidensis est mentionnée dans des textes datées de 1105, 1109, 1110, 1138 et 1141. La dernière mention de cette monnaie est datée de 1144. Le denier melgorien redevient la monnaie courante du Sud de la France. Une des faces de cette monnaie représente un quadrupède que certains ont pris pour l'agneau pascal mais qu'Henri Durand considère être la biche qui a nourri l'ermite Ægidius dans le désert.